# Levko Révoutsky
Levko « Lev » Mykolaïovytch Révoutsky  (ukrainien : Левко́ Микола́йович Реву́цький), né le 20 février 1889 à Irjavets (raïon de Prylouky) et mort le 30 mars 1977 à Kiev, est un compositeur et professeur de musique ukrainien.

## Biographie

### Années de formation
Levko Mykolaïevytch Révoutsky est né le 20 février 1889 à Irjavets, dans le raïon de Prylouky, qui appartient alors au gouvernement de Poltava (actuellement dans l'oblast de Tchernihiv), au sein d'une famille responsable d'une école rurale. Les parents du futur compositeur ont une bonne éducation. Son talent pour la musique se révèle très tôt et sa mère commence à enseigner le piano au jeune Révoutsky dès l'âge de cinq ans. À dix ans, il montre des facilités pour l'improvisation et a l'oreille absolue.
En 1903, ses parents inscrivent Révoutsky au collège Val'ker de Kiev et, simultanément, à l'école de musique de Mykola Toumanovsky où il étudie le piano avec Mykola Lyssenko. Révoutsky se rappellera plus tard: « Lyssenko fut pour moi la première incarnation de l'idéal artistique ».
Diplômé du collège en 1907, il entre à la faculté de physique et de mathématiques de l'Université de Kiev. En 1908, Révoutsky intègre également l'école de droit tout en suivant en parallèle des cours de piano au collège de musique de Kiev géré par la Société musicale russe. Il est très impressionné par des visites à Moscou et Saint-Pétersbourg où il assiste à des spectacles de théâtre et à des concerts.
Après trois années d'études, Révoutsky obtient le diplôme de plus haut niveau dans le cadre du cours de G. Hodorovsky. Les études de Révoutsky dans la classe de ce maître se sont poursuivies durant quelques années: de 1911 à 1913 à l'école de musique, puis au conservatoire de Kiev, qui vient alors d'être créé. Dans ce conservatoire, Révoutsky, parallèlement à ses études de piano, commence à fréquenter les cours de composition musicale de Glière et poursuit ses études universitaires.
La première partie de la sonate pour piano (en ut mineur), des esquisses pour la première symphonie, et le prélude de l'opus quatre sont écrits à cette époque. Révoutsky, diplômé à la fois de l'université et du conservatoire en 1916, part ensuite combattre sur le front de la Première Guerre mondiale.

### Années de maturité
Démobilisé en 1918, Révoutsky déménage à Prylouky. En 1924, il est invité à Kiev pour travailler en tant que professeur à l'Institut musical et dramatique de Lyssenko. À partir de cette époque, il entreprend un travail pédagogique, d'abord comme enseignant, puis comme professeur de théorie de la musique et d'interprétation.
Dans les années 1930, Révoutsky compose beaucoup. En outre, il crée son système de pédagogie de la musique. Pour ses mérites dans le domaine de la culture, Révoutsky reçoit le titre d'Artiste du peuple de la République socialiste d'Ukraine en 1942, puis celui d'Artiste du peuple de l'URSS deux ans plus tard. Après la Seconde Guerre mondiale, il participe à un renouveau de la vie artistique et culturelle ukrainienne. Au cours des années 1944-1948, Révoutsky dirige l'Union des Compositeurs d'Ukraine. Il est également élu député du Soviet Suprême de l'Ukraine à plusieurs reprises.
En 1950, il entreprend l'énorme tâche de compiler des œuvres de Mykola Lyssenko en vue de leur publication. En février 1969, dans le cadre de son 80e anniversaire et pour son talent de compositeur, il est nommé Héros du travail socialiste. Il meurt le 30 mars 1977 à Kiev, et est enterré dans le cimetière Baïkov.
Parmi ses élèves de l'Institut de Musique de Lyssenko, on trouve les compositeurs Arkady Filippenko et Valentin Silvestrov.

## Héritage
L'héritage créatif de Levko Révoutsky constitue un apport original dans le monde de la musique nationale ukrainienne. Disciple des méthodes de Lyssenko et Léontovytch. Il a enrichi la musique ukrainienne par ses découvertes stylistiques individuelles. Le style de composition de Révoutsky s'appuie sur une compréhension profonde et complète de la mélodie et des traditions de la musique folklorique ukrainienne moderne et professionnel. Attitude magnifiant la vie, lyrisme, retenue, étendue et richesse des émotions sont présents dans les œuvres de cet artiste. Sa mélodie expressive et mesurée s'allie à une harmonie très riche et difficile.
Ses œuvres font partie du répertoire des classiques ukrainiens (la deuxième symphonie et son concerto pour piano sont les premières œuvres considérables de ce genre dans la musique ukrainienne). Révoutsky a apporté une contribution considérable au développement du genre arrangements des mélodies populaires. Il nous a laissé environ 120 de ces arrangements originaux.

## Honneurs
- Ordre du Drapeau rouge du Travail, quatre fois (17 avril 1938, 23 janvier 1948, 30 juin 1951, 24 novembre 1960)
- Artiste du peuple de la République socialiste d'Ukraine (1941)
- Prix Staline, seconde classe - pour la symphonie no 2 (1941)
- Artiste du peuple de l'URSS (1944)
- Prix national Taras Chevtchenko (1966)
- Quatre Ordres de Lénine (20 février 1949, 1953, 27 octobre 1967, 24 février 1969)
- Héros du travail socialiste  (24 février 1969)
- Médaille d'or « Marteau et Faucille »

## Œuvres

### Musique orchestrale
- Symphonie no 1 en la majeur opus 3 (1916–1921, révisée en 1957)
- Symphonie no 2 en mi majeur opus 12 (1926–1927, révisée en 1940 et 1970)
- Kozatchok (danse folklorique ukrainienne) pour orchestre (1929)
- Concerto pour piano en fa majeur, opus 18 (1929)

### Piano
- Allegro de Sonate en si mineur opus 1 (1912)
- Trois Préludes pour piano opus 4 (1914)
- Sept Préludes pour piano opus 7
- Sept Préludes pour piano opus 11 (1924)
- Deux Pièces pour piano opus 17 (1929)

### Musique vocale
- L'année entière pour solistes, chœur et piano (texte d'Oleksandr Olès) opus 5 (1923)
- Khoustyna, cantate pour solistes, chœur et piano (texte de Taras Chevtchenko) (1923)
- Sonetchko, arrangements d'airs populaires pour voix et piano (1925)
- Chants Cosaques, arrangements d'airs populaires pour voix et piano (1926)
- Chants de Galicie, arrangements d'airs populaires pour voix et piano opus 14 (1926–1927)
- Monologue de Taras Bulba pour basse et orchestre (texte de Maxime Rylski) (1936)
- Chanson festive pour chœur et orchestre (texte de Maxime Rylski) (1949)
- Ode au Chant, poème symphonique vocal (1957)

### Orchestrations
- Orchestration (ré-arrangement, édition et composition d'une ouverture supplémentaire) de l'opéra Tarass Boulba de Mykola Lyssenko (avec Boris Liatochinski)
- Concerto pour piano de Viktor Kossenko

### Musique de chambre
- Intermezzo pour violon et piano
- Sonate pour violoncelle
- Ballade pour violoncelle et piano (1933)

### Autres
- Musique de scène
- Musique de film